# Interwał czasoprzestrzenny
Interwał czasoprzestrzenny – uogólnienie pojęcia odległości na czterowymiarową czasoprzestrzeń. W najprostszym przypadku czasoprzestrzeni Minkowskiego (w szczególnej teorii względności) wzór na interwał czasoprzestrzenny między dwoma zdarzeniami '1' i '2' ma postać:
|  |  | {\displaystyle \Delta s_{12}^{2}=c^{2}(t_{2}-t_{1})^{2}-[(x_{2}-x_{1})^{2}+(y_{2}-y_{1})^{2}+(z_{2}-z_{1})^{2}],} |  | (1) |

gdzie:
{\displaystyle \Delta s_{12}^{2}} – interwał czasoprzestrzenny między dwoma zdarzeniami mierzony w inercjalnym układzie odniesienia;
{\displaystyle t_{1}} i {\displaystyle t_{2}} – współrzędne czasowe zdarzeń '1' i '2', odpowiednio;
{\displaystyle x_{1},\,y_{1},\,z_{1}} i {\displaystyle x_{2},\,y_{2},\,z_{2}} – odpowiednie współrzędne przestrzenne zdarzeń;
{\displaystyle c} – prędkość światła w próżni.
Dla bardzo małych różnic
{\displaystyle dt=t_{2}-t_{1},dx=x_{2}-x_{1},dy=y_{2}-y_{1},dz=z_{2}-z_{1}.}
interwał można zapisać w postaci
|  |  | {\displaystyle {\text{d}}s^{2}=c^{2}{\text{d}}t^{2}-({\text{d}}x^{2}+{\text{d}}y^{2}+{\text{d}}z^{2}).} |  | (2) |

## Konwencja liczenia interwału
Istnieje również konwencja, w której do obliczenia interwału czasoprzestrzennego przy odstępie czasowym stawia się znak –, zaś część przestrzenna ma znak +. Jest to zależne od sygnatury tensora metrycznego. Powyższe wzory zakładają sygnaturę „+ − − −”.

## Interwał jako wielkość geometryczna
Interwał czasoprzestrzenny jest niezmiennikiem transformacji Lorentza, tzn. obliczony w pewnym inercjalnym układzie odniesienia ma tę samą wartość w dowolnym, inercjalnym układzie odniesienia. Interwał jest więc wielkością geometryczną w czasoprzestrzeni, niezależną od przyjętego układu odniesienia. Odległości przestrzenne między zdarzeniami
{\displaystyle dr^{2}=(x_{2}-x_{1})^{2}+(y_{2}-y_{1})^{2}+(z_{2}-z_{1})^{2}}
oraz odległości czasowe między nimi {\displaystyle dt} nie są zaś niezmiennikami transformacji Lorentza.
Interwał pełni więc w szczególnej teorii względności taką samą rolę, jak odległość przestrzenna między punktami w przestrzeni euklidesowej, która nie zależy od tego, w jakim układzie współrzędnych odległość ta jest mierzona. Jednak rzeczywistość fizyczną poprawnie opisuje teoria względności, a nie geometria euklidesowa.

## Zapis tensorowy
Korzystając z tensora metrycznego czasoprzestrzeni Minkowskiego {\displaystyle \eta _{\mu \nu },} interwał czasoprzestrzenny można zapisać następująco:
|  |  | {\displaystyle \Delta s^{2}=\eta _{\mu \nu }\Delta x^{\mu }\Delta x^{\nu }=\Delta x_{\mu }\Delta x^{\mu }.} |  | (3) |

Dla różniczek interwał czasoprzestrzenny przyjmuje analogiczną postać:
|  |  | {\displaystyle ds^{2}=\eta _{\mu \nu }dx^{\mu }dx^{\nu }=dx_{\mu }dx^{\mu }.} |  | (4) |

Interwał czasoprzestrzenny w ogólnej teorii względności można otrzymać poprzez zastąpienie tensora z przestrzeni Minkowskiego {\displaystyle \eta _{\mu \nu }} przez tensor metryczny OTW {\displaystyle g_{\mu \nu }{:}}
|  |  | {\displaystyle \Delta s^{2}=g_{\mu \nu }\Delta x^{\mu }\Delta x^{\nu }=\Delta x_{\mu }\Delta x^{\mu }.} |  | (5) |

W ogólnej teorii względności interwał czasoprzestrzenny także jest niezmienniczy, czyli jego wartość jest taka sama we wszystkich układach odniesienia, również w poruszających się z przyspieszeniem względem danego układu odniesienia.

## Typy interwałów czasoprzestrzennych
Interwały czasoprzestrzenne dzielimy na:
- czasopodobne {\displaystyle \Delta s_{12}^{2}>0,}
- zerowe {\displaystyle \Delta s_{12}^{2}=0,}
- przestrzennopodobne {\displaystyle \Delta s_{12}^{2}<0.}

Interwały czasowe i zerowe opisują zdarzenia, które mogły mieć na siebie wpływ (informacja o jednym mogła dotrzeć do drugiego), przy czym interwał zerowy dotyczy dwóch punktów połączonych linią geodezyjną (uogólnieniem prostej w czasoprzestrzeni), czyli drogą, po której poruszają się fotony. Natomiast zdarzenia, między którymi interwał jest typu przestrzennego, nie są ze sobą powiązane przyczynowo-skutkowo, chyba że dopuścimy możliwość poruszania się szybciej niż światło.

## Interwał jako pseudometryka
Interwał czasoprzestrzenny definiuje tzw. pseudometryką w czasoprzestrzeni. Jak podano wyżej, odległości między zdarzeniami w czasoprzestrzeni mogą być zarówno dodatnie (jak w zwykłej przestrzeni), ale też ujemne i zerowe między zdarzeniami oddalonymi od siebie. 
Te dwie cechy odróżniają pseudometrykę od metryki, która określa odległości np. w przestrzeni euklidesowej: odległość przyjmuje wartość zerową jedynie dla tego samego punktu, a dla różnych punktów jest zawsze dodatnia.

## Literatura dodatkowa
- L.D. Landau, J.M. Lifszyc, Teoria pola, Wydawnictwo Naukowe PWN, Warszawa 2009, s. 20–26.
- Leonard Susskind, Art Friedeman, Teoretyczne minimum: Szczególna teoria względności i klasyczna teoria pola, Prószyński i S-ka, Warszawa 2019, s. 85–86.